# Mirazh Mountain
Mirazh Mountain är ett berg i Antarktis. Det ligger i Östantarktis. Norge gör anspråk på området. Toppen på Mirazh Mountain är 1 485 meter över havet, eller 192 meter över den omgivande terrängen. Bredden vid basen är 1,9 km.
Terrängen runt Mirazh Mountain är varierad. Trakten är obefolkad. Det finns inga samhällen i närheten.